# Đức Xuyên
Đức Xuyên là một xã thuộc huyện Krông Nô, tỉnh Đắk Nông, Việt Nam.

## Địa lý
Xã Đức Xuyên nằm ở phía nam huyện Krông Nô, có vị trí địa lý:
- Phía đông giáp tỉnh Đắk Lắk với ranh giới là sông Krông Nô
- Phía tây và phía bắc giáp xã Nâm N'Đir
- Phía nam giáp xã Đắk Nang và huyện Đắk Glong.

Xã có diện tích 100,79 km², dân số năm 2020 là 2.684 người, mật độ dân số đạt 27 người/km².

## Lịch sử
Xã Đức Xuyên được thành lập vào ngày 10 tháng 9 năm 1986 trên cơ sở tách một phần diện tích và dân số của xã Quảng Phú. Khi mới thành lập, xã trực thuộc huyện Đắk Nông, tỉnh Đắk Lắk.
Ngày 9 tháng 11 năm 1987, huyện Krông Nô được thành lập, xã Đức Xuyên chuyển sang trực thuộc huyện Krông Nô.
Tháng 5 năm 1992, xã Đắk Nang được thành lập trên cơ sở điều chỉnh 1.950 ha diện tích tự nhiên và 1.429 người của xã Quảng Phú, 1.500 ha diện tích tự nhiên của xã Đức Xuyên.
Sau khi điều chỉnh địa giới hành chính, xã Đức Xuyên còn lại 7.320 ha diện tích tự nhiên 1.924 người.